# Cleveland Guardians
A Cleveland Guardians (korábban Cleveland Indians) egy Major League Baseball csapat. Székhelye Cleveland, Ohio. Alapításának éve 1894, bár csak 1900 óta tartozik a csapat Cleveland városához. Az Indians az Amerika Liga Középső Divíziójának tagja. A divízión belüli riválisai: Chicago White Sox, Detroit Tigers, Kansas City Royals, Minnesota Twins. Az Indians otthona a Progressive Field 1994 óta.
A Cleveland Indians kétszeres World Series győztes. Az első siker 1920-ban, a második pedig 1948-ban született meg, így már több mint hat évtizede várnak az új bajnoki címre a szurkolók. Az egyesületnek a két World Series elsőségen kívül még öt Amerikai Liga győzelme, és hét Amerikai Liga Középső csoport beli diadala van, ez pedig a legtöbb a csoporton belül.
A csapatot 1894-ben alapították, de csak hat év elteltével került a csapat székhelye Cleveland városába. A csapat Grand Rapids Rustlers néven kezdte működését, ezután sűrű névváltoztatások jellemezték a csapatot. 1900-ban Cleveland Lake Shores, 1901-ben Cleveland Bluebirds, 1902-ben Cleveland Bronchos, 1903-ban pedig Cleveland Naps néven futott a csapat egészen 1914-ig. A csapat 1915 és 2021 között a Cleveland Indians nevet használta.